# Programa Xadrez nas Escolas
O Programa Xadrez nas Escolas é um projeto educacional do governo brasileiro por meio de parcerias entre o Ministério do Esporte, Ministério da Educação e as Secretarias de Estado de Esporte e Educação.